# Trizogeniates catoxanthus
Trizogeniates catoxanthus är en skalbaggsart som beskrevs av Hermann Burmeister 1844. Trizogeniates catoxanthus ingår i släktet Trizogeniates och familjen Rutelidae. Inga underarter finns listade i Catalogue of Life.